# Palmorchideae
De Palmorchideae vormen een kleine tribus (geslachtengroep) van de Epidendroideae, een onderfamilie van de orchideeënfamilie (Orchidaceae).
De Palmorchideae worden bij de primitieve Epidendroideae gerekend.
De tribus bevat slechts één geslacht (monotypisch) met zeven soorten:

## Taxonomie
- Geslacht: 
  - Palmorchis Barb.Rodr.